# Saint-Maxent

Saint-Maxent este o comună în departamentul Somme, Franța. În 1 ianuarie 2022 avea o populație de 389 de locuitori.